# David Eisenbud

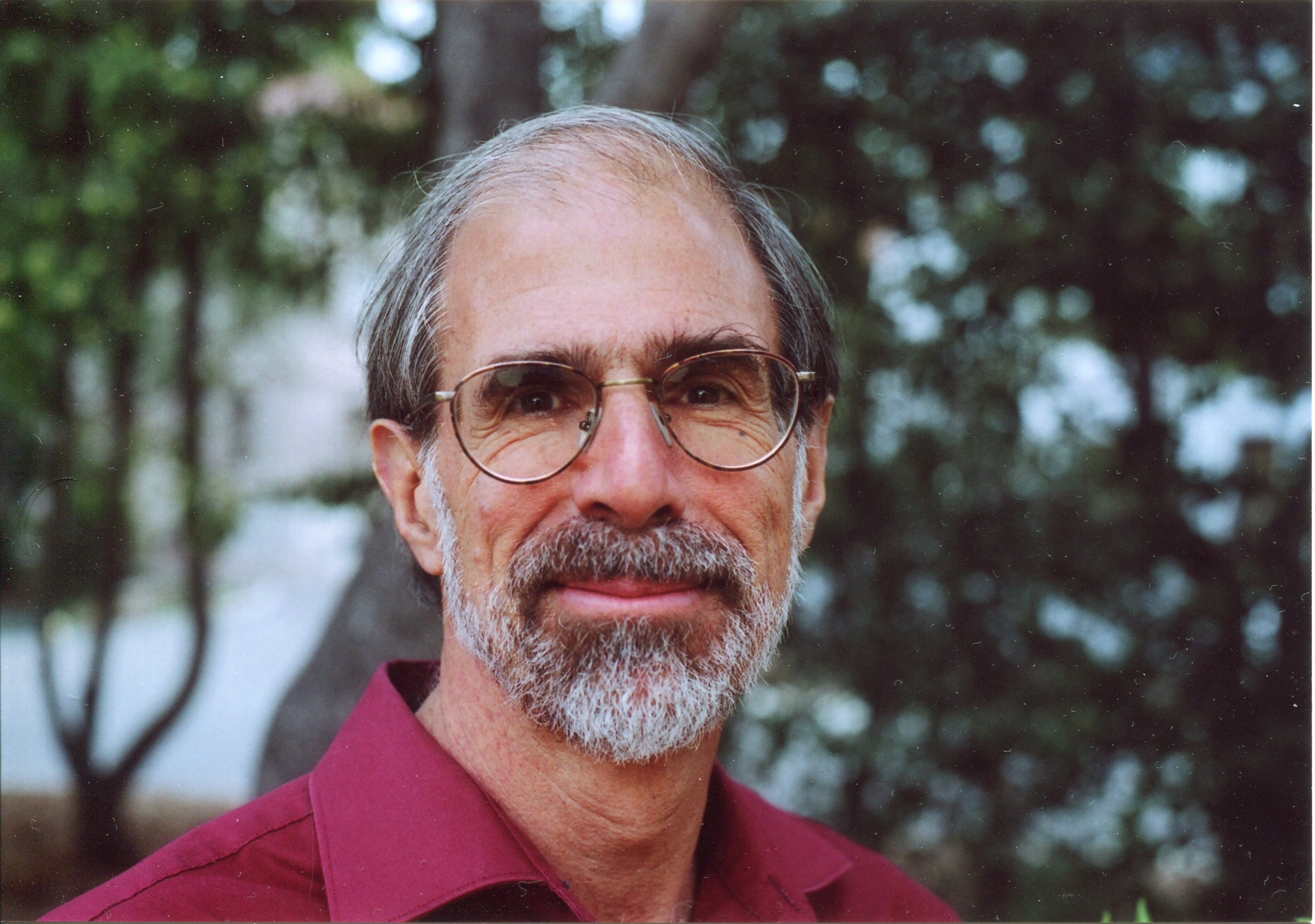
David Eisenbud

David Eisenbud (* 8. April 1947 in New York City) ist ein US-amerikanischer Mathematiker, der sich mit Algebra (speziell kommutativer Algebra) und algebraischer Geometrie (inklusive Computer-algebraischer Methoden) beschäftigt.
David Eisenbud, der Sohn des Physikers Leonard Eisenbud, studierte an der University of Chicago, wo er 1967 seinen Master-Abschluss machte und bei Saunders Mac Lane sowie James Robson 1970 promoviert wurde (Torsion Modules over Dedekind Prime Rings). Gleichzeitig hörte er dort auch Vorlesungen von Irving Kaplansky. Von 1970 bis 1997 war er Dozent an der Brandeis University (erst Lecturer, ab 1972 Assistant Professor, 1976 Associate Professor, 1980 Professor). Von 1982 bis 1984 sowie von 1992 bis 1994 war er Chairman des Mathematik-Departments. Daneben war er Gastwissenschaftler an der Harvard University  (1973/74 und als Gastprofessor 1987/88 und 1994), dem Institut des Hautes Études Scientifiques (IHES; 1974/75), der Universität Bonn und am Institut Henri Poincaré in Paris.
Ab 1997 war er an der University of California, Berkeley und am MSRI, wo er von 1997 bis 2007 und erneut von 2013 bis 2022 Direktor war. Dazwischen war er an der Universität Berkeley. Seit 2010 ist er Vizepräsident für Mathematik und Physik der Simons Foundation. Von 1973 bis 1975 war er Sloan Research Fellow. Von 2003 bis 2004 war er als Nachfolger von Hyman Bass Präsident der American Mathematical Society (AMS).
Eisenbud ist Hobby-Jongleur und verfasste zwei Aufsätze zur Mathematik des Jonglierens. Er ist verheiratet und hat zwei Kinder. 2010 erhielt er den Leroy P. Steele Prize. 1974 war er Invited Speaker auf dem ICM in Vancouver (A survey of some results on free resolution). Er ist Fellow der American Mathematical Society sowie seit 2006 Mitglied der American Academy of Arts and Sciences.

## Schriften
- mit Joe Harris: Schemes – the language of modern algebraic geometry. Wadsworth, Belmont, Kalifornien 1992
- mit Joe Harris: The geometry of Schemes. Springer-Verlag 1999
- Commutative algebra with a view toward algebraic geometry. Springer-Verlag, 1995, ISBN 0-387-94268-8.
- The geometry of syzygies. A second course in commutative algebra and algebraic geometry. Springer-Verlag 2005,  ISBN 0-387-22215-4.
- mit Michael Stillman, Daniel Grayson: Computations in algebraic geometry with Macaulay 2. Springer-Verlag 2001
- mit Walter D. Neumann: Three dimensional Link Theory and Invariants of Plane Curve Singularities. Princeton, Annals of Mathematical Studies 1986
- mit Joe Harris: Progress in the theory of complex algebraic curves. Bulletin AMS Bd. 21, 1989, Nr. 2
- mit Mark Green, Joe Harris: Cayley-Bacharach theorems and conjectures. Bulletin AMS, Bd. 33, 1996, Nr. 3